# 541550 Schickbéla
541550 Schickbéla è un asteroide della fascia principale. Scoperto nel 2011, presenta un'orbita caratterizzata da un semiasse maggiore pari a 1,8871897 au e da un'eccentricità di 0,0802033, inclinata di 26,12800° rispetto all'eclittica.